# Woodrow Wilson

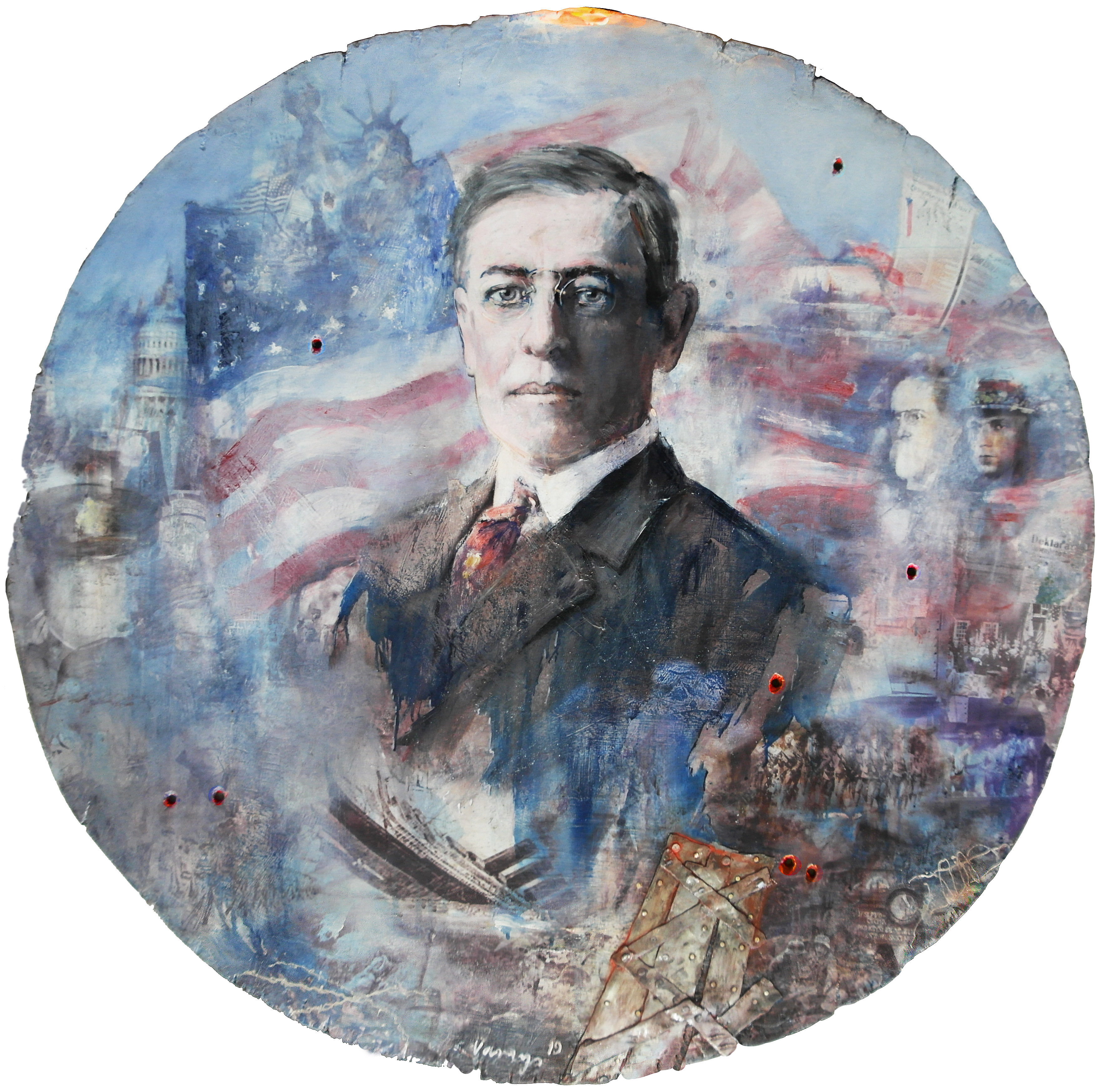
„Woodrow Wilson“; autor: Pavel Vavrys; 2019; malba na dřevě – kruhový „střelecký terč“

Thomas Woodrow Wilson (28. prosince 1856 Staunton, Virginie – 3. února 1924 Washington, D.C.) byl 28. prezident Spojených států amerických.

## Osobní život
Thomas Woodrow Wilson se narodil ve Virginii do rodiny předního presbyteriánského pastora a docenta Josepha Rugglese Wilsona (1822–1903), který se angažoval v občanské válce na straně Konfederace, a jehož předkové pocházeli ze Severního Irska. Matka Janet, rozená Woodrow (1830–1888) byla skotského původu. Thomas měl sestru Marion Morton, později provdanou Kennedy (1850–1890), sestru Annie Josephine, provdanou Howe (1854–1916) a mladšího bratra Josepha Rugglese Wilsona Jr. (1867–1927). V rodině panovala přísná disciplína, kterou si Wilson spolu s pevnou náboženskou vírou odnesl i do dalšího života. Studoval na několika školách politologii, dějiny Spojených států a právo. Krátce se živil advokátskou praxí, než pokračoval v postgraduálním studiu politologie. V roce 1885 vydal svou nejznámější knihu Vláda Kongresu, ve které obhajoval prezidentovu pravomoc koordinovat práci kongresu. V témže roce se oženil s Ellen Louise Axson (1860–1914) později spolu měli celkem tři dcery.
Učil na různých vysokých školách, od roku 1890 na Princetonské univerzitě politickou ekonomii a právní vědy. Sedmkrát byl zvolen nejoblíbenějším profesorem. V roce 1902 byl zvolen rektorem a zahájil široký program reforem, čímž si získal mnoho nepřátel, ale také pokrokovou „image“.

## Počátky politické kariéry
Wilson, pro kterého byla poctivost absolutním zákonem, vzbuzoval mnohé naděje na spravedlivější budoucnost. Proto když demokratická strana hledala kandidáta na úřad guvernéra New Jersey, tento rektor Princetonu byl i přes své nulové praktické politické zkušenosti jednoznačně nejvhodnějším kandidátem. Vzhledem ke své praktické nezkušenosti v práci pro státní instituce se zpočátku spoléhal hlavně na sbor loajálních poradců, hlavně na Edwarda House, který dorovnával Wilsonův nedostatek taktu a pomáhal mu od jeho nástupu do úřadu guvernéra až do konce druhého prezidentského období.

### Guvernér New Jersey
Jako guvernér začal Wilson kritizovat korupci i klientelismus. Jeho reformy se týkaly také kontrol cen komunálních služeb a sociálního zákonodárství. Kampaň za Wilsonovu kandidaturu na prezidenta byla zahájena téměř ihned po jeho zvolení guvernérem. V kampani slíbil podporu domácího hospodářství a vyhlášení neutrality USA.

## Prezidentství (1913–1921)
Vítězství Wilsona bylo pro mnohé překvapením, faktem ale je, že po rozštěpení republikánské strany mezi stoupence T. Roosevelta a Tafta byl úspěch demokratů téměř zaručen. Zajímavostí voleb v roce byl společný, tj. pokrokový, program obou hlavních favoritů, T. Roosevelta i Wilsona. Předvolební debaty měly nezvykle vysokou úroveň.
Po sčítání hlasů získal Wilson 6 286 214 voličů, T. Roosevelt za progresivistickou stranu 4 216 020, republikánský prezident Taft 3 486 922 a socialistický kandidát Debs 897 011. Účast oprávněných voličů ale dosáhla pouze 58 %.

### Prezidentská období
Nový prezident chtěl jednat rychle a hned v počátcích zlomit odpor proti reformám, začal tedy jako předseda demokratů zasahovat i do práce Kongresu. Už v průběhu své volební kampaně vyhlásil Wilson program tzv. Nové svobody. Ten spočíval na zvýšených zásazích do ekonomiky, tak aby ji nekontrolovaly úzké skupiny a aby měli občané znovu stejné možnosti. To dokázal s pomocí drastického snížení dovozních cel, a ustanovením komise pro obchod s funkcí antimonopolního úřadu. Prosadil také několik základních sociálních reforem.
Ekonomicky mělo největší dopad zavedení systému federálních bankovních rezerv (výnosem Federal Reserves Act z konce prosince 1913), od kterého se slibovala stabilizace měny po tehdy nedávné ekonomické recesi z roku 1907. Tak byla coby centrální banka USA ustanovena Federal Reserve Bank (banka federálních rezerv) a v legislativě zakotveny její funkce v stanovování úrokových sazeb a emisí národní měny do monetárního systému země.
Celkově se působení 28. prezidenta Spojených států na vnitropolitické scéně dalo označit za téměř zázračně úspěšné. Změny, které byly považovány za nutné již po celá desetiletí, se konečně podařilo prosadit. I přes všechny jeho úspěchy je nutno připomenout jeho rasistický postoj k afroamerické menšině a k jeho otevřené podpoře segregace ve státní správě.[zdroj?]

#### Zahraniční politika

##### Zahraniční politika obecně a do první světové války
V zahraniční politice je už hodnocení Wilsonova působení méně jednoznačné. Wilson byl v Evropě jen jako turista,[zdroj?] znal špatně evropské dějiny,[zdroj?] o zbytku světa ani nemluvě. Společně s jeho zapáleným idealismem tvořila tato neznalost výbušnou směs.[zdroj?]
| Vláda Woodrowa Wilsona | Vláda Woodrowa Wilsona | Vláda Woodrowa Wilsona |
| ---------------------- | ---------------------- | ---------------------- |
| Úřad                   | Osoba                  | Období                 |
|                        |                        |                        |
| Prezident              | Woodrow Wilson         | 1913–1921              |
| Viceprezident          | Thomas R. Marshall     | 1913–1921              |
|                        |                        |                        |
| Ministr zahraničí      | William J. Bryan       | 1913–1915              |
|                        | Robert Lansing         | 1915–1920              |
|                        | Bainbridge Colby       | 1920–1921              |
| Ministr financí        | William G. McAdoo      | 1913–1918              |
|                        | Carter Glass           | 1918–1920              |
|                        | David F. Houston       | 1920–1921              |
| Ministr války          | Lindley M. Garrison    | 1913–1916              |
|                        | Newton D. Baker        | 1916–1921              |
| Ministr spravedlnosti  | James C. McReynolds    | 1913–1914              |
|                        | Thomas W. Gregory      | 1914–1919              |
|                        | A. Mitchell Palmer     | 1919–1921              |
| Ministr pošt           | Albert S. Burleson     | 1913–1921              |
| Ministr námořnictva    | Josephus Daniels       | 1913–1921              |
| Ministr vnitra         | Franklin K. Lane       | 1913–1920              |
|                        | John B. Payne          | 1920–1921              |
| Ministr zemědělství    | David F. Houston       | 1913–1920              |
|                        | Edwin T. Meredith      | 1920–1921              |
| Ministr obchodu        | William C. Redfield    | 1913–1919              |
|                        | Joshua W. Alexander    | 1919–1921              |
| Ministr práce          | William B. Wilson      | 1913–1921              |

Prvním problémem byl postoj USA k revoluci v Mexiku. Ta přerostla v občanskou válku, hlavní moci ve státě se zmocnil diktátor Huerta. Wilsonova snaha ovlivnit výsledek války proti němu vedla k americké okupaci Veracruzu v roce 1914. Nevěděl si také rady s dalšími zeměmi v americké sféře vlivu, jmenujme Filipíny, Dominikánskou republiku, Haiti a Kubu. Tyto státy byly buď přímo okupovány, nebo ovládány ekonomicky americkými investory (viz například americká okupace Haiti, americká okupace Dominikánské republiky nebo vojenská intervence na Kubě).

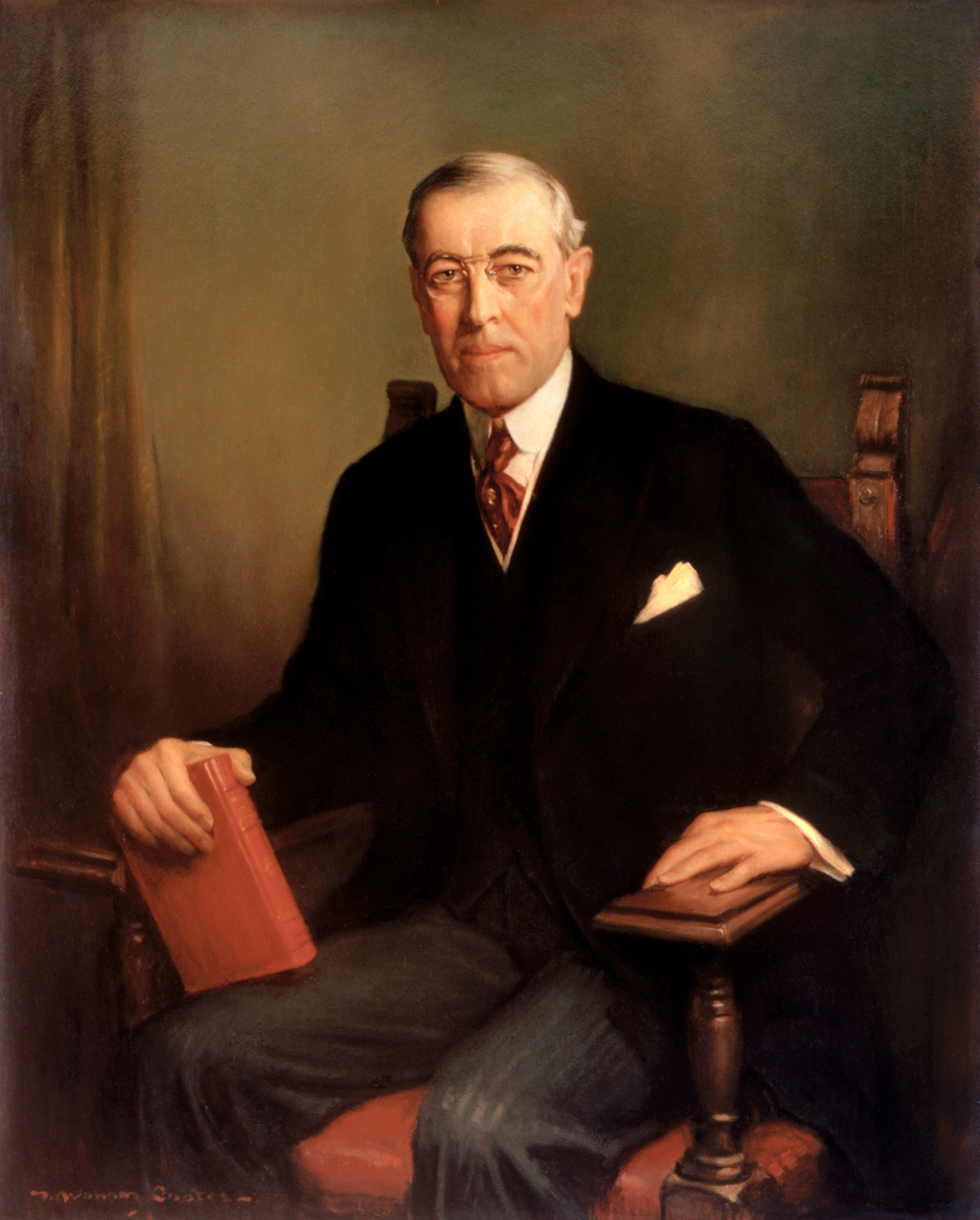
Oficiální portrét z Bílého domu

Obě Ameriky byly v této době ze všech obydlených světadílů asi nejvíc nezávislé na Evropě. Wilsonovi ale byla z obou válčících stran od počátku bližší Dohodě. Ačkoli se takto vyjadřoval pouze v soukromých dopisech, bylo poměrně jasné, že jeho demokratické a pacifistické názory se s německým militarismem nikdy neshodnou.
Zpráva o sarajevském atentátu vzbudila v Americe málo pozornosti. Událostí, která částečně probudila veřejnost, bylo napadení Belgie Německem. Den poté, 4. srpna 1914, vydal Wilson proklamaci neutrality, v níž vyzval všechny Američany, aby byli nestranní v myšlení i činech.
Dne 6. srpna 1914 zemřela Ellen Wilsonová. Prezidentovi v ní odešel nejlepší rádce. Znovu se oženil v listopadu 1915 s washingtonskou vdovou Edith Bollingovou Galtovou.
Postupem času bylo stále jasnější, že válka uvízla v bahně zákopů a Británie i Německo se snažily zničit jeden druhého ekonomicky. Britové uvalili omezení i na neutrální obchod. Německé přístavy byly blokovány, Severní moře zaminováno. Anglie tedy používala miny a válečné lodě, Němci ponorky.
Pro americkou ekonomiku byla válka, cynicky řečeno, skutečným požehnáním.[zdroj?] Postupně se stupňující boj v Severním moři ale znamenal ohrožení pro obchod i lidské životy.

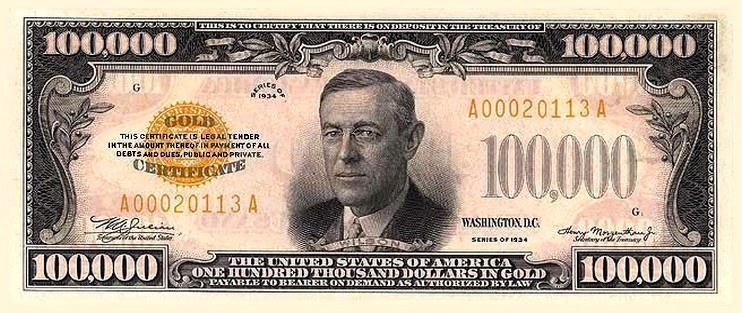
Dolarová bankovka o hodnotě 100 000

Dne 7. května 1915 byl bez varování potopen u irských břehů anglický zámořský parník Luisitania německou ponorkou U-20. 1198 lidí, včetně 128 Američanů zahynulo. Wilsonova reakce byla pro mnohé nepochopitelná: „Může se stát, že je člověk příliš hrdý na to, aby bojoval.“[zdroj?] V jeho pojetí to znamenalo, že si je příliš jist svým právem, než aby o tom potřeboval přesvědčovat jiné použitím síly. Tato slova měla pro zastánce Británie účinek rudého hadru na býka. Prezident byl obviňován z příliš slabošského přístupu.
Vyjednáváním se podařilo v roce 1916 zmírnit ponorkovou hrozbu, bylo ale očividné, že nejde o konečné řešení. Není jasné, zda Wilson stále věřil v neutralitu, chtěl jen více času pro válečné přípravy nebo zda chtěl zabodovat u pacifistických voličů v blížících se volbách. Faktem je, že slogan „udržel nás mimo válku“ bodoval. Volby v roce 1916 vyhrál Wilson těsně, za znovuzvolení vděčil hlavně jihu a středozápadu. V únoru zahájilo Německo neomezenou ponorkovou válku.

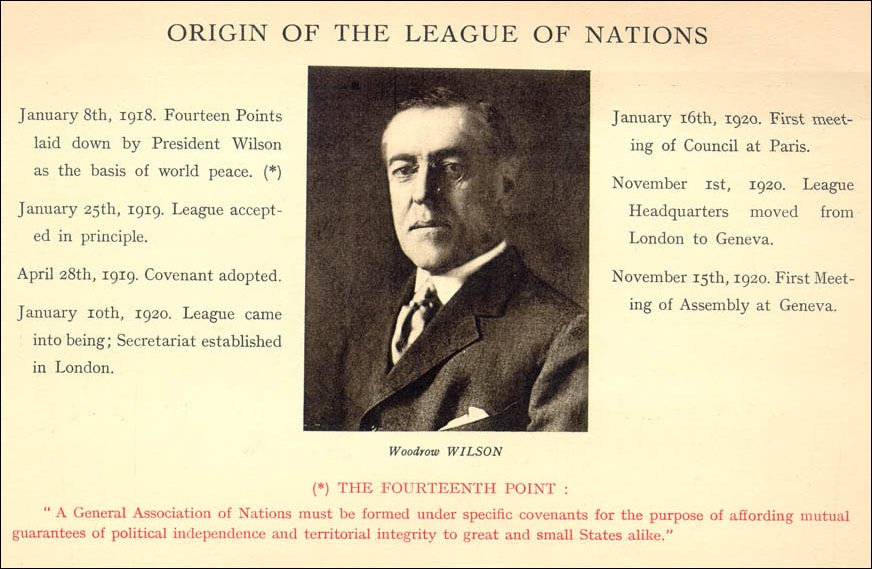
Wilson coby zakladatel Společnosti národů

V té době byla také zachycena nóta, kterou poslal německý ministr zahraničí Zimmermann velvyslanci v Mexiku Eckhardtovi. Obsahovala návrh nabídnout Mexiku Texas a Nové Mexiko pokud zaútočí spolu s Německem na Spojené státy. To byla poslední kapka.

##### První světová válka
Spojené státy vstoupily do první světové války 6. dubna 1917. Wilsonovou povinností nyní bylo rychle připravit Spojené státy na válku. Byla vyhlášena všeobecná branná povinnost. V červnu 1917 již bylo zapsáno deset miliónů mužů ve věku od jednadvaceti do třiceti let. Velké množství amerických jednotek pod velením generála Pershinga se zúčastňovalo bojových operací od června 1918. Američané podpořili Dohodu v závěrečné fázi války, vyčerpané německé jednotky nemohly jejich postup úplně zastavit.
Na domácí frontě bylo nutné pro tento úspěch vybojovat nejednu bitvu. Byl ustanoven Úřad pro válečný průmysl, který, v čele s geniálním bankéřem Baruchem, reorganizoval průmysl tak, aby mohl plnit vládní zakázky. Byly také zvýšeny daně, většina prostředků pro financování války ale přišla přímo od občanů. Čtyři „půjčky svobody“ a jedna „půjčka vítězství“ vynesly dohromady 21 400 000 000 $, hlavně díky vydatné propagandistické podpoře. Výbor pro informaci veřejnosti zahájil ohromnou kampaň, která měla přesvědčit pacifistické Američany o nutnosti války. Podle protišpionážního zákona byly uvězněny stovky lidí, mnozí z nich nevinně, mezi nimi vůdce Socialistické strany Eugene V. Debs. Výsledkem ale byla bezprecedentní jednota obyvatelstva, ohromné nadšení pro společné úsilí, a také samozřejmě miliardy investované do státních dluhopisů.

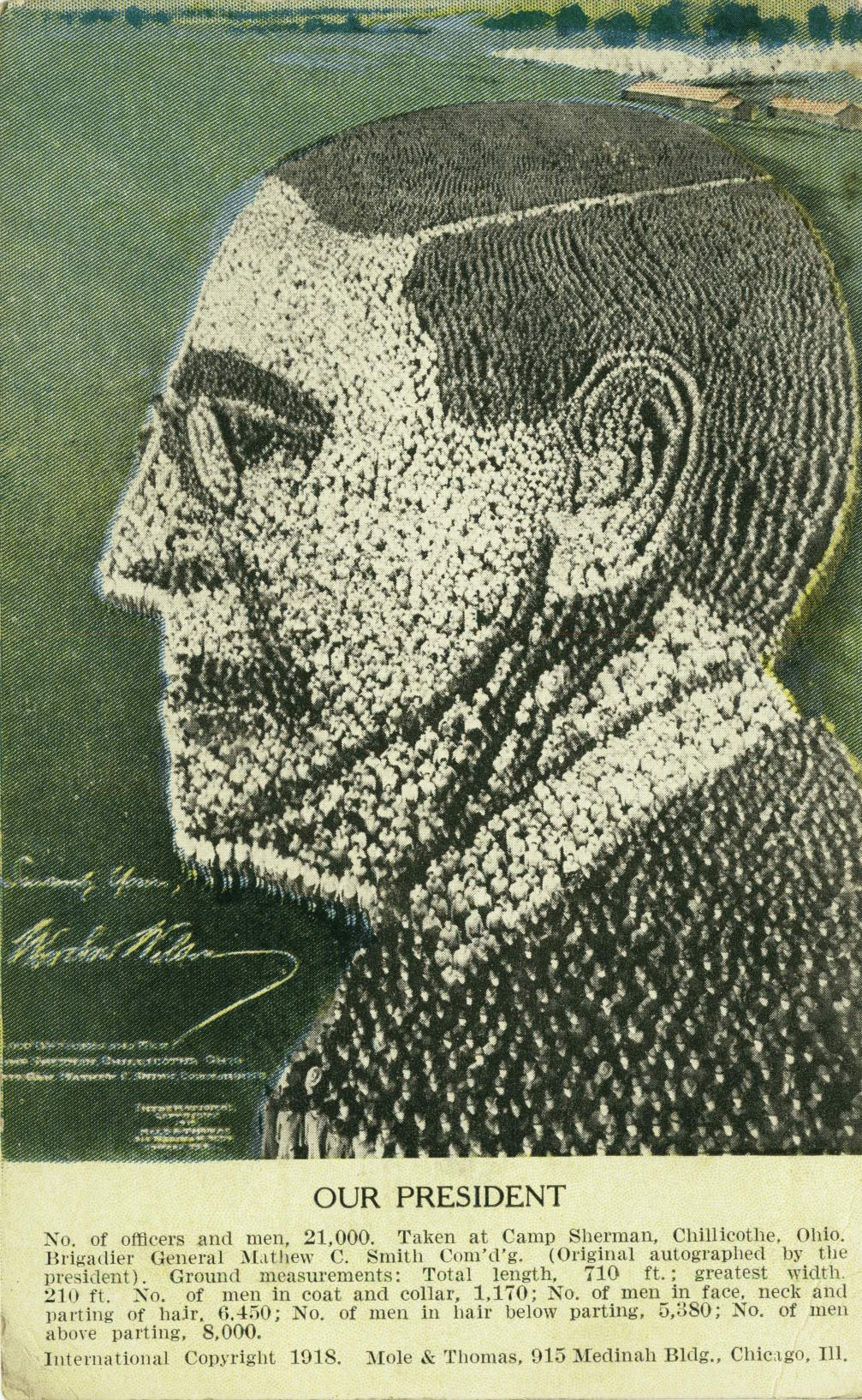
Obraz Wilsona utvořený fotografem A. Molem a 21 000 vojáky v Ohiu

Dvě léta organizovaného průmyslu změnila Spojené státy navždy. Hlavním předmětem Wilsonova snažení ale nebyla ani tak ekonomika jako ideové obhájení války. Wilson se snažil prosadit takové válečné cíle, které by zaručovaly budoucí kolektivní bezpečnost. V lednu 1918 přednesl Kongresu svých Čtrnáct bodů. Volal v nich po otevřené diplomacii, svobodě v obchodu, celosvětovém odzbrojení, právu národů na sebeurčení a hlavně vzniku Společnosti národů. Ta by ztělesňovala princip rovnosti, protože nečinila rozdíl mezi velkými a malými státy. Wilson chtěl tímto programem ukázat Spojencům, že nechce, aby mír po první světové válce byl poznamenán tím, co zničilo všechny míry před ním: snahou vítězů „nahrabat si“.

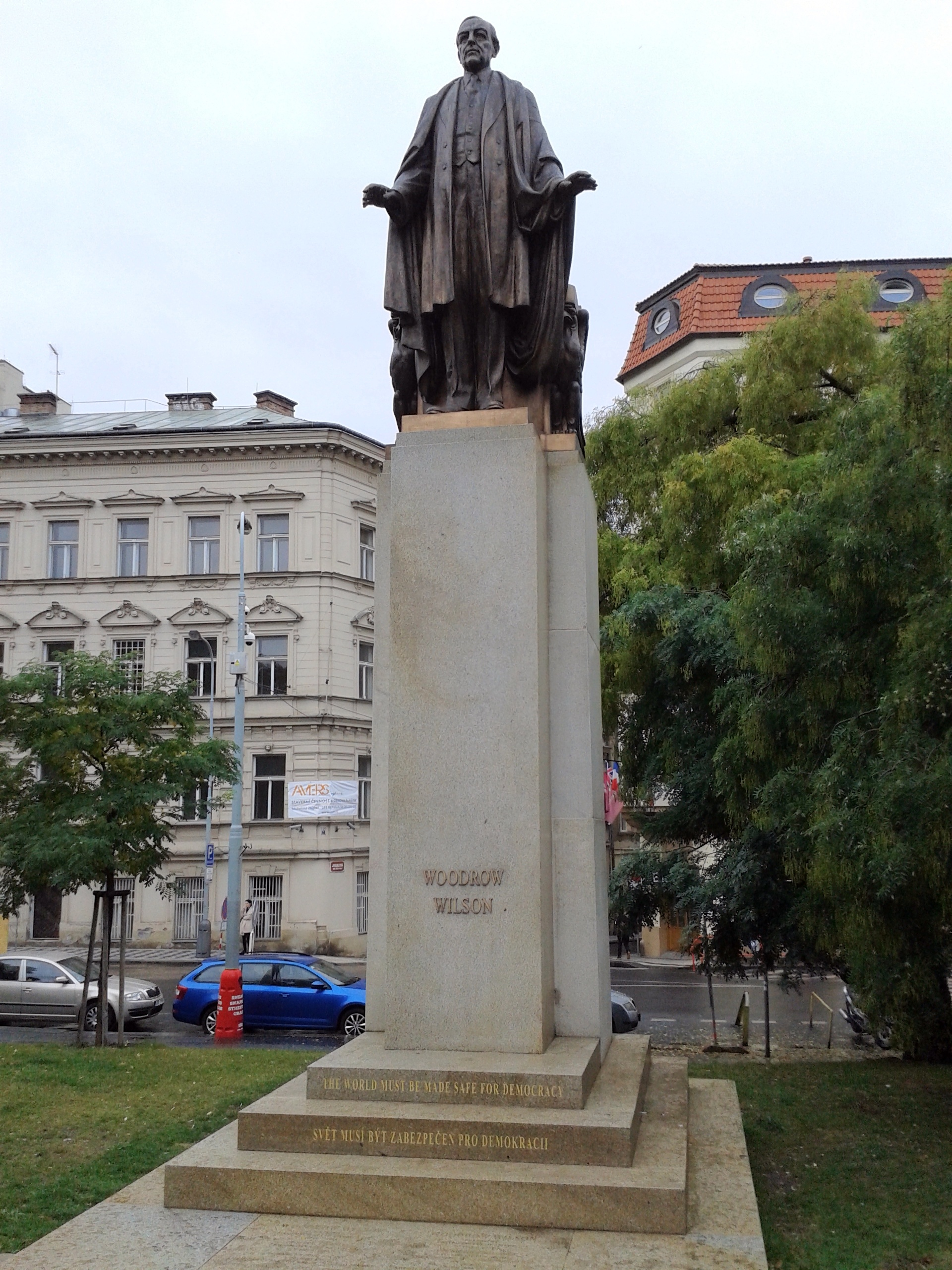
Pomník W. Wilsona ve Vrchlického sadech v Praze

Společnost národů byla tedy prosazována jako oficiální stanovisko Spojených států a jejich primární válečný cíl. Čtrnáct bodů nadchlo ohromné množství intelektuálů i obyčejných lidí. Zvlášť američtí přistěhovalci ze zemí Rakouska-Uherska a z Německa vzhlíželo k prezidentu Wilsonovi jako k naději na spravedlnost. Ve Wilsonově koncepci měla být střední, východní a jihovýchodní Evropa malých národů vybudována jako velká federace. Pro tento plán sloužila Američanům za vzor jejich vlastní unie. Wilson byl ještě na počátku roku 1918 toho názoru, že staré Rakousko-Uhersko, vnitřně přebudované a zorganizované na podkladě národnostním, by se mohlo stát jádrem takové příští evropské federace. Z toho důvodu nikdy nebyl Wilson v době světové války, ani krátce po ní, upřímným přívržencem maximálního programu československé samostatnosti. Československé úsilí o samostatnost bylo pro Wilsona věcí méně významnou, na kterou nebyl býval vzat náležitý zřetel na mírové konferenci roku 1917. Tekla krev statisíců, trpěly miliony a pacifista Wilson, aby ukončil válku, byl ochoten obětovat českou samostatnost a zaručit celistvost habsburské říše výměnou za separátní mír. Za určitý zlom lze považovat úterý 3. září 1918, kdy prostřednictvím státního tajemníka Roberta Lansinga předal Masarykovi prohlášení vlády Spojených států, v němž je Československá národní rada v čele s Masarykem označena bez výhrad za válčící vládu de facto, čímž toto americké uznání vyznělo výrazněji, než předchozí uznání francouzské i britské. V Anglii a především ve Francii, ale čtrnáct bodů nikdo nebral vážně na vědomí. Bylo jasné, že jejich cílem je potrestat Německo tak tvrdě, že už se nikdy nevrátí jako evropská velmoc. Wilson ale plný nadšení v prosinci 1918 přicestoval do Evropy a podnikl triumfální cestu po hlavních městech zemí Dohody. Na následné konferenci v Paříži se tvrdohlavě držel svých pozic. Aby byl přijat vznik Společnosti národů, ustoupil svým spojencům v mnohém, například v otázce reparací či volného obchodu.
Skutečná životní prohra ale čekala na Wilsona v jeho vlastní zemi. Ve Spojených státech se idea Společnosti národů setkala s nepochopením. Amerika nebyla připravena podřídit se mezinárodnímu konsenzu. Když bylo jasné, že mírová smlouva nezíská v Senátu dvoutřetinovou většinu potřebnou k ratifikaci, pokusil se Wilson změnit veřejné mínění propagační cestou po celé zemi. Ohromné pracovní nasazení se ale podepsalo na jeho zdraví, v září 1919 po záchvatu mrtvice částečně ochrnul. Po tři měsíce se neobjevil na veřejnosti, spojení s vnějším světem zajišťovala jeho druhá žena a osobní lékař. Mezitím byla mírová smlouva Senátem definitivně zamítnuta. USA do Společnosti národů nikdy nevstoupily.
V roce 1919 dostal Nobelovu cenu za mír.

## Smrt

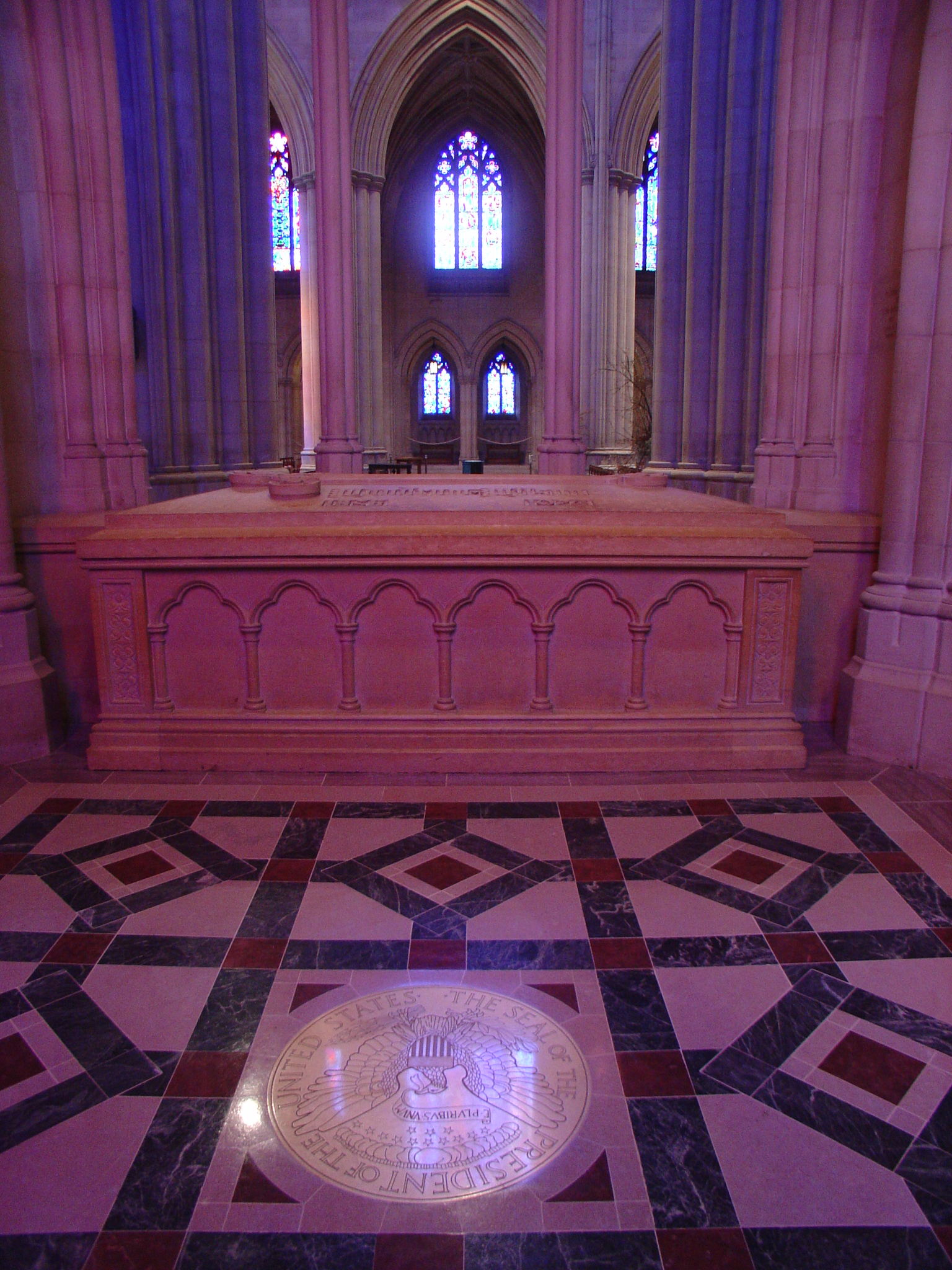
Wilsonova hrobka ve Washingtonské katedrále

Wilson už nikdy neopustil Washington, D.C., kde 3. února 1924 zemřel.

## Hodnocení Wilsonova prezidentství
Přestože byl praktický výsledek Wilsonova působení nejednoznačný, zůstal v mnohém důležitým průkopníkem. Spoluzakladatel současné OSN Franklin Delano Roosevelt se cítil být dědicem jeho odkazu. Wilsonových Čtrnáct bodů je dodnes nenaplněno, ale položily základ mnoha moderním institucím mezinárodní spolupráce a kolektivní bezpečnosti. Problematickým bodem Wilsonova působení zůstává jeho odmítavý až negativní vztah k Afroameričanům.[zdroj?]